# Arlo il giovane alligatore
Arlo il giovane alligatore (Arlo the Alligator Boy) è un film d'animazione del 2021 diretto da Ryan Crego.

## Trama
Arlo, una creatura sempre allegra e vivace che ama cantare, decide di abbandonare la sua piccola palude per andare in cerca del padre che non ha mai conosciuto nella grande città metropolitana, New York. 
Le sue avventure in città, dove incontra e fa amicizia con un gruppo di disadattati personaggi Insieme, Arlo e i suoi amici affronteranno sfide e avventure che li porteranno a scoprire il vero significato dell'amicizia, della fiducia e del coraggio. Riusciranno a superare ogni sfida e a crescere insieme, imparando a valorizzare le differenze che li rendono unici. 

## Distribuzione
Arlo il giovane alligatore è stato distribuito sulla piattaforma Netflix a partire dal 16 aprile 2021. 
Nello stesso anno (27 agosto 2021) è stato distribuito sempre su Netflix la serie animata musicale I love Arlo, composto da 20 episodi.

## Personaggi
- Arlo Beauregard, doppiato da: Michael J. Woodard (ed. americana), Alex Polidori (ed. italiana). Il giovane protagonista della storia (mezzo mutante e mezzo alligatore), scopre di avere un padre biologico che vive nella città metropolitana di New York e decide vi avventurarsi per trovarlo.

- Edmée, doppiato da: /////  La madre adottiva di Arlo (una vecchia signora eremita che si nasconde nella palude per fuggire dalla polizia) incoraggia il ragazzo di lasciare la palude per cercare la sua vera famiglia, nonostante provi il dispiacere di lasciarlo da solo e di non poterlo aiutare.

- Bertie, doppiato da: Mary Lambert (ed. americana), Alessia Rubini (ed. italiana). L'amica più cara di Arlo, affetta da gigantismo, possiede un carattere socievole e pacato, ma sa mostrarsi combattiva quando i suoi amici hanno bisogno del suo aiuto.

- Perliccia, doppiato da: Jonathan Van Ness (ed. americana),Simone Veltroni (ed. italiana). Una creatura con un corpo da palla di pelo color viola con due grandi codini che ha la passione di fare acconciature, e nel Lungomare sul Mare decide di aprire un salone di bellezza. Prima di stringere amicizia con Arlo, Bertie e Mini Mini Tony, si sfidava in lotte clandestine e scommesse.

- Alia, doppiato da: Haley Tju (ed. americana), Margherita De Risi (ed. italiana). Una ragazza tigre iperattiva e parecchio distratta che guida il proprio autobus senza la patente.

- Mini Mini Tony, doppiato da: Tony Hale (ed. americana), Fabrizio Mazzotta (ed. italiana). Una creatura ratto che possiede la pizzeria locale nel Lungomare sul Mare. Grazie ai suoi amici è riuscito a confessare ai propri genitori il fatto di avere una pizzeria in maniera legale (dato che la sua famiglia è famosa per la criminalità e le truffe).

- Marcellus, doppiato da: Brett Gelman (ed. americana), Fabrizio Pucci (ed. italiana). Un cupo tritone al contrario (testa e busto da pesce mentre le gambe da umano) che vive nella fontana del Lungomare sul Mare. Qualche volta si comporta in modo subdolo che farebbe di tutto per i soldi. Prima di incontrare Arlo e Bertie era rinchiuso in un acquario.

- Ansel Beauregard, doppiato da: Vincent Rodriguez III (ed. americana), Gabriele Lopez (ed. italiana). Un uomo d'affari di grande successo scopre di essere il padre biologico di Arlo, ma inizialmente nega la parentela per paura del gioudizio della gente. Alla fine del film, però, vedendo Arlo quanto sia orgoglioso di se stesso, Ansel trova il coraggio di rivelare a suo figlio e al mondo la sua vera identità, essere un uomo-uccello (testa e busto da uomo e gambe da uccello con le ali).